# ISO 3166-2:AF
ISO 3166-2:AF são o grupo de códigos definido em ISO 3166-2, parte do padrão ISO 3166 publicado pela Organização Internacional para Padronização (ISO), para os nomes das principais subdivisões do Afeganistão.
Os códigos cobrem 34 províncias. Cada código é composto de duas partes, separadas por um hífen. A primeira parte é  AF , o ISO 3166-1 alfa-2 código do Afeganistão, e a segunda parte é um subcódigo de três letras.

## Códigos atuais
Códigos ISO 3166 e os nomes das subdivisões são listados como publicado pela Agência de Manutenção (ISO 3166/MA). As colunas podem ser classificadas clicando nos respectivos botões.
| Código | Nome da Província     |
| ------ | --------------------- |
| AF-BDS | Badakhshan            |
| AF-BDG | Bādghīs               |
| AF-BGL | Baghlān               |
| AF-BAL | Balkh                 |
| AF-BAM | Bāmīān                |
| AF-DAY | Dāykondī              |
| AF-FRA | Farāh                 |
| AF-FYB | Fāryāb                |
| AF-GHA | Ghaznī                |
| AF-GHO | Ghowr                 |
| AF-HEL | Helmand               |
| AF-HER | Herāt                 |
| AF-JOW | Jowzjān               |
| AF-KAB | Kābul                 |
| AF-KAN | Candaar               |
| AF-KAP | Kāpīsā                |
| AF-KHO | Khowst                |
| AF-KNR | Konar[Kunar]          |
| AF-KDZ | Kondoz[Kunduz]        |
| AF-LAG | Laghmān               |
| AF-LOW | Lowgar                |
| AF-NAN | Nangrahār [Nangarhār] |
| AF-NIM | Nīmrūz                |
| AF-NUR | Nūrestān              |
| AF-ORU | Orūzgān [Urūzgān]     |
| AF-PAN | Panjshīr              |
| AF-PIA | Paktīā                |
| AF-PKA | Paktīkā               |
| AF-PAR | Parwān                |
| AF-SAM | Samangān              |
| AF-SAR | Sar-e Pol             |
| AF-TAK | Takhār                |
| AF-WAR | Wardak [Wardag]       |
| AF-ZAB | Zābol [Zābul]         |

## Mudanças
As seguintes alterações à norma ISO 3166-2: AF foram anunciadas em boletins pela ISO 3166/MA desde a primeira publicação da norma ISO 3166-2, em 1998:
| Informativo | Publicação data | Descrição da mudança                               |
| ----------- | --------------- | -------------------------------------------------- |
| I-6         | 08-03-2004      | Adição de 2 províncias. Atualização da lista fonte |
| I-7         | 13-09-2005      | Adição de 2 províncias. Atualização da lista fonte |

A adição de Khowst e Nūrestān foi relatado no Boletim Informativo I-6. 
A adição de Dāykondī e Panjshir foi relatado no Boletim Informativo I-7.